# Fatima Daas
Fatima Daas est le pseudonyme d'une romancière française née en 1995 à Saint-Germain-en-Laye, dans les Yvelines. Elle est révélée en 2020 avec son premier roman remarqué, La Petite Dernière.

## Biographie
Née en 1995 à Saint-Germain-en-Laye dans une famille d'origine algérienne, Fatima Daas est la dernière de la fratrie[réf. nécessaire]. Elle grandit essentiellement à Clichy-sous-Bois. Adolescente, elle se découvre lesbienne. Elle assume cette identité, en la faisant cohabiter avec sa croyance en l'islam. Elle explore cette double identité dans son premier roman très remarqué par la critique à la rentrée littéraire 2020,.
Au lycée Alfred Nobel, des ateliers d'écriture animés par Tanguy Viel renforcent son goût pour la littérature. Elle obtient un master de création littéraire à l'université Paris 8 Vincennes – Saint-Denis. Elle y rencontre Virginie Despentes, ce qui constitue un nouveau déclencheur, notamment via son livre King Kong Théorie.
Elle explore dans son premier roman, La Petite Dernière, une forme de fragilité existentielle, vis-à-vis de ses différentes identités, : « Parce que c'est difficile d'être toujours à côté, à côté des autres, jamais avec eux, à côté de sa vie, à côté de la plaque ». Pour autant, cette complexité renforce sa personnalité. Elle déclare ainsi : « J'ai décidé de ne renoncer à aucune de mes identités ».
Elle explique que « C’est par la honte que je suis entrée en écriture ».

## Engagement et militantisme
Dans une interview pour Le Monde, elle affirme avoir pu ressentir, en tant que lesbienne, de l’homophobie intériorisée.
Elle se définit comme féministe intersectionnelle,,,,, car en tant que féministe et musulmane pratiquante, elle "ne se retrouvait pas dans les écrits féministes qu'elle lisait."
Elle est signataire de la tribune, rédigée en écriture inclusive et publiée dans l'édition du 19 janvier 2024 du quotidien Libération qui s'oppose au parrainage de l'édition 2024 du Printemps des poètes par l'écrivain Sylvain Tesson.

## Radio
En juillet et août 2021, Fatima Daas anime l'émission radiophonique Ces paroles invisibles sur France Inter, dans laquelle elle donne la parole à des lecteurs et des lectrices de son roman qui racontent leur rapport à la religion, leur identité de genre, leur sexualité ou encore leurs engagements militants.
Elle a réalisé fin 2021 une résidence d’écrivain aux Ateliers Médicis au cours de laquelle elle a animé des ateliers d’écriture avec des jeunes de l’école de cinéma Kourtrajmé sur le thème « trouver sa place ». Ces ateliers ont donné naissance à des mise en écrit, puis des enregistrements.

## Cinéma
Fin 2023, son premier roman est adapté par la réalisatrice Hafsia Herzi,. Le projet, tourné courant 2024, est co-produit par Arte France.
Il est présenté en compétition au Festival de Cannes 2025 sous le titre La Petite Dernière.

## Récompenses et prix littéraires
En 2021, elle a gagné le prix Macondo, le prix littéraire des lycées français d'Amérique du Sud.
En 2020, elle a remporté le Prix du Premier Roman des Inrockuptibles.

## Œuvres
- La Petite Dernière, roman, Éditions Noir Sur Blanc, coll. « Notabilia », 2020, 192 p.  (ISBN 978-2-88250-650-4)[22] traduit en 8 langues[23].